# Baßgeige (Weinlage)
Die Baßgeige zählt mit rund 280 ha Anbaufläche zu den größten Weinlagen des Kaiserstuhls. Der Verein deutscher Prädikatsweingüter stuft die Bassgeige als Erste Lage ein.
Große Teile der Weinlage sind nach Süden ausgerichtet. Der Boden besteht aus kalkhaltigem Löß und Vulkanit. Die Weinlage befindet sich auf Vogtsburger Gemarkung und ist Teil des Weinbaugebiets Baden. Das VDP Weingut Franz Keller Schwarzer Adler bewirtschaftet einen Teil der Lage.
Der Name „Baßgeige“ stammt ursprünglich von der Form des Umrisses der Weinbergslage. Diese hat an eine Bassgeige (ein Violoncello oder ein Kontrabass) erinnert. Aufgrund der Flurbereinigung von 1971 und späteren Jahren ist diese Form allerdings nur noch schwer zu erkennen. In der Weinlage selbst befindet sich heute ein Kunstwerk in Form einer stilisierten Bassgeige.